# Paula Reca
Paula Belle Reca (Luján, Provincia de Buenos Aires, 10 de abril de 1986) es una actriz argentina. En el 2012 ganó el Premios ACE como Revelación femenina en teatro. En 2019 ganó el Premio Hugo como Mejor Actriz Protagónica y fue nominada a los premios ACE por su trabajo en ONCE.

## Biografía
Es hija de Guillermo Reca, uno de los principales dueños de la compañía eléctrica EDESUR y de varias empresas gasíferas, y exjefe para América Latina del banco de inversión estadounidense Merrill Lynch.
"Papá (Guillermo Reca) es economista y muy divertido; le gusta escalar, ir de campamento con amigos, viajar, conocer lugares nuevos. Él siempre me impulsó a llevar adelante mis proyectos, nunca sintió miedo. Mamá fue siempre la madre perfecta. Quería una familia de muchos hijos y nos tuvo a nosotros seis. Estudió Letras y Bellas Artes, pinta cuadros y siempre está pendiente de nosotros; es una genia.", comentó en una entrevista al diario El Sol de Mendoza en 2013.
Recibió el título de Bachelor of Fine Arts en Artes Dramáticas en el Tisch School of the Arts de la Universidad de Nueva York en Estados Unidos.[cita requerida] Y realizó su entrenamiento en Teatro Clásico en RADA, Londres. (Royal Academy of Dramatic Arts).[cita requerida]
"Quería estudiar afuera, en Londres o en Nueva York, pero salió lo de Estados Unidos y me fui. No lo pensé dos veces, era mi sueño. Estuve cinco años y viví una experiencia única, privilegiada. Conocí gente de todo el mundo, tuve maestros increíbles, posibilidades de audicionar ante directores fuera de serie.", contó Reca sobre su formación.
Es hermana de la actriz Sofía Reca y cuñada de Tomás Yankelevich, célebre productor de TV argentino, Vicepresidente de Turner Latinoamérica y exdirector de la señal Telefe. A su vez, Tomás Yankelevich es hijo de Cris Morena, productora de las telenovelas para adolescentes Casi ángeles y Aliados, ambas emitidas por Telefe, en las cuales Paula Reca tuvo sus principales apariciones televisivas.

## Carrera actoral
En 2009 Paula fue actriz de reparto en Casi ángeles, telenovela para adolescentes de Cris Morena emitida por Telefe entre 2007 y 2010.
Máximo Reca, hermano de Paula, también actuó en Casi Ángeles en 2009, y ambos hacían de hermanos en la ficción. Esta fue la primera y última incursión actoral de Máximo.
"Lo único incómodo que me pasó en televisión fue encontrar una escena en Casi ángeles en la que pretendían que entrara al baño y me sacara la ropa. Cuando llegó el momento de grabarla, le dije al director: Yo no me voy a sacar la ropa. Medio que se generó una situación y vino la productora ejecutiva al piso para tratar de convencerme, pero no lo logró. Así que me dieron una bata y filmé así. Si mañana recibiera un guion de Pedro Almodóvar con un desnudo, lo charlamos.", comentó Paula sobre su paso por la telenovela.
En 2010 trabajó en la película argentina Belgrano, En dicha película interpreta a la dama tucumana María Dolores Helguero, una de las amantes de Manuel Belgrano y madre de la hija de ambos. El film estuvo producido por Juan José Campanella, dirigido por Sebastián Pivotto, y protagonizado por Pablo Rago, Valeria Bertuccelli, Pablo Echarri, Mariano Torre y Guillermo Pfening.
En 2011, en el Teatro Ópera de la ciudad de Buenos Aires, interpretó el personaje de Louisa en La novicia rebelde compartiendo escena con Diego Ramos, Laura Conforte, Fernando Dente, Mirta Wons y Walter Bruno. La obra estuvo dirigida por Jonathan Butterell.
En 2012, protagoniza Mamma Mia!, también en el Teatro Ópera, interpretando a Sophie. Estuvo dirigida por Robert McQueen. Por la mencionada interpretación, Paula ganó el Premio ACE a la Revelación femenina en teatro.
En 2013, filmó la miniserie Germán, últimas viñetas, para Canal 7, interpretando a Florencia Álvarez. La misma es protagonizada por Miguel Ángel Solá y Beatriz Spelzini. Paula obtiene nominación como Mejor Actriz en los Premios Nuevas Miradas de TV.
En el 2013 y 2014 interpreta a Mary en la primera y segunda temporada de la telenovela para adolescentes Aliados, última producción televisiva de Cris Morena, transmitida por Telefe (en esa época dirigido por Yankelevich, el cuñado de Reca). La serie tuvo una marcada impronta espiritual, con una trama sobre "un suceso de amor incondicional entre el universo y la tierra, ya que la humanidad se está preparando para una nueva era. Siete jóvenes 'perdidos' que son elegidos por el universo para llevar a cabo una misión de amor, que tiene como objetivo salvar al mundo. Para esto serán habitados, en cuerpo y alma, por siete 'enviados de la luz', que se convertirán en sus Aliados."
En el 2017 protagoniza la película Veredas, dirigida por Fernando Cricenti, co-guionada por Cricenti y Robertita Superstar y producida por NoProblem Cine. Veredas tuvo su premier mundial en 2017 en la sección no-competitiva "Comedia" del BAFICI (Festival Internacional de Cine Independiente de Buenos Aires).  Ese mismo año se estrenó comercialmente, consiguiendo 1892 espectadores totales (incluyendo los del BAFICI), ubicándose en el puesto nº330 del ranking de taquilla en Argentina de ese año y acumulando una recaudación de aproximadamente 2800 dólares.
En 2017 actuó en el largometraje Todavía de Tomás Sánchez. Junto a Betiana Blum, Romina Gaetani, Pablo Rago y Martín Slipak. (en posproducción).
En 2017 protagoniza junto a Andrés Ciavaglia la película Tampoco tan Grandes, producida por Paula y su hermano Máximo.
"La verdad es que con Maxi tenemos algunos adjetivos en cómun: los dos somos soñadores, trabajadores y ambiciosos.", dijo Reca acerca de su sociedad profesional con su hermano.
El film se estrenó comercialmente en 2019, logrando una taquilla total de 12.439 espectadores.
Tampoco tan grandes ganó mejor película en el Festival Internacional de cine Mar del Plata (Panorama) y se proyecto en los festivales de cine internacional: Shanghái, Málaga, Santa Bárbara y Chicago Latin.
En 2018 actúa en el largometraje Delfín de Gaspar Scheuer, producido por Tarea Fina.
Delfin tuvo su estreno mundial en Cannes Ecrans Junior.
En 2019 Paula protagoniza ONCE, Una vez en la vida en el teatro Metropolitan. Paula gana el premio HUGO a mejor actriz protagónica y es nominada a los premios ACE a mejor actriz protagónica por este trabajo.

## Televisión
| Año         | Programa                       | Canal   | Personaje         |               |
| ----------- | ------------------------------ | ------- | ----------------- | ------------- |
| 2009        | Casi ángeles                   | Telefe  | Luna Vörg         | 125 capítulos |
| 2013        | Germán, últimas viñetas        | Canal 7 | Florencia Álvarez |               |
| 2013 - 2014 | Aliados                        | Telefe  | Mary              |               |
| 2022        | El secreto de la familia Greco | Netflix | Verónica          |               |

## Cine
| Año  | Película              | Personaje              |
| ---- | --------------------- | ---------------------- |
| 2005 | Bajarlia (documental) | Ana[cita requerida]    |
| 2008 | Tom's phone           | Joanna[cita requerida] |
| 2010 | Belgrano              | María Dolores Helguero |
| 2017 | Veredas               | Lucia[cita requerida]  |
| 2018 | Todavía               | Sol                    |
| 2019 | Tampoco tan grandes   | Lola                   |
| 2019 | Delfín                | Fanny                  |
| 2022 | En la mira            | Martina                |

## Teatro
| Año  | Obra                      | Personaje                | Teatro                   |
| ---- | ------------------------- | ------------------------ | ------------------------ |
| 2005 | Radiant Baby              | Maurice[cita requerida]  | NYU                      |
| 2006 | Sound of Plaid            | Gladys[cita requerida]   | NYU                      |
| 2009 | Casi ángeles              | Luna[cita requerida]     | Teatro Gran Rex          |
| 2010 | Intrusion                 | La Chica[cita requerida] | Espacio Callejón         |
| 2011 | La novicia rebelde        | Louisa                   | Teatro Opera             |
| 2012 | Mamma Mia!                | Sophie                   | Teatro Opera             |
| 2019 | ONCE, Una vez en la vida! | Ella                     | Teatro Metropolitan Sura |

## Premios y nominaciones
| Año  | Galardón                     | Rubro                                       | Obra                    | Resultado |
| ---- | ---------------------------- | ------------------------------------------- | ----------------------- | --------- |
| 2012 | Premio ACE                   | Revelación Femenina en Teatro               | Mamma Mia!              | Ganadora  |
| 2014 | Premios Nuevas Miradas de TV | Mejor Actriz en Serie TV                    | Germán, últimas viñetas | Nominada  |
| 2019 | Premio HUGO                  | Mejor Actriz Protagónica Femenina en Teatro | Una vez en la vida      | Ganadora  |
| 2019 | Premios ACE                  | Mejor Actriz Protagónica Femenina en Teatro | Una vez en la vida      | Nominada  |
| 2019 | Premios ACE                  | Mejor Actriz de Musical y/o cafe concert    | Una vez en la vida      | Nominada  |